# ジグリ山塊
座標: 北緯53度25分 東経49度30分 / 北緯53.417度 東経49.500度

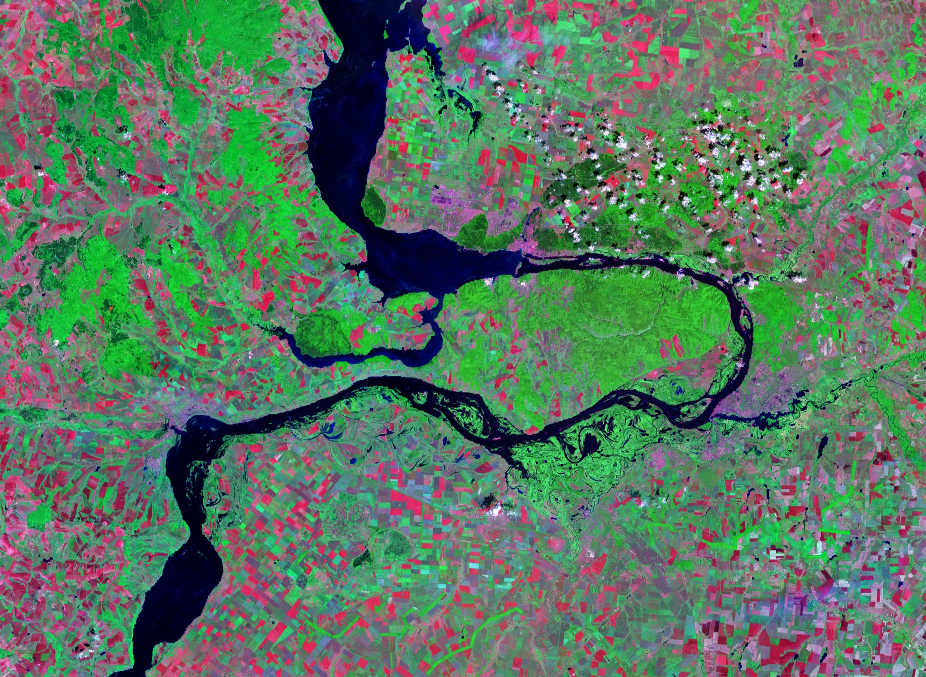
ジグリ山塊の衛星写真。ヴォルガ川のサマラ曲りに囲まれた半島形をしている所の山塊

ジグリ山塊（ジグリさんかい、ロシア語: Жигулёская возвышенность）はジグリ（ロシア語: Жигули）とも言い、ロシア・サマラ州にあるに沿った山塊である。ヴォルガ川はこの山塊に突き当たって、サマラ曲りで大きく湾曲し、古来有名な景勝地である。
ジグリという名称は、近くにあったジグリョフスク（Zhigulevsk）の集落からきていて、もともとはそこに住んでいたジェグリ族（ロシア語: Жегуль、英語: Zhegl）からきている。この山地は以前ラダ（英語: Lada、ロシア語: Лада）と呼ばれていて、これはこの山の森に隠れて出没した海賊のことで、土地の人たちは今でもここをラダと呼んでいる。

## 概要
ジグリ山塊は、北から南へ流れるヴォルガ川中流がトリヤッチの町を過ぎたあたりでこの山塊に突き当たり、サマラ曲りに入り、大きくＵ字形に時計回りしてサマラの町を過ぎた後、再び北から南へ流れに戻り、一路カスピ海へ向か所、ヴォルガ川に囲まれた半島形の場所である。
ジグリ山塊の北端にはジグリ自然保護区があり、その他はおおむねジグリ国立公園になっている。最高峰は海抜381.2メートルのナブリュダテリ山（ロシア語: гора Наблюдатель）で、これはヨーロッパ・ロシアの最高地点でもある。山塊の北側・西側・南側はヴォルガ川で、西側はウサ川の入江（ジグリ発電所ダム湖の入江）である。

## 文化上のジグリ

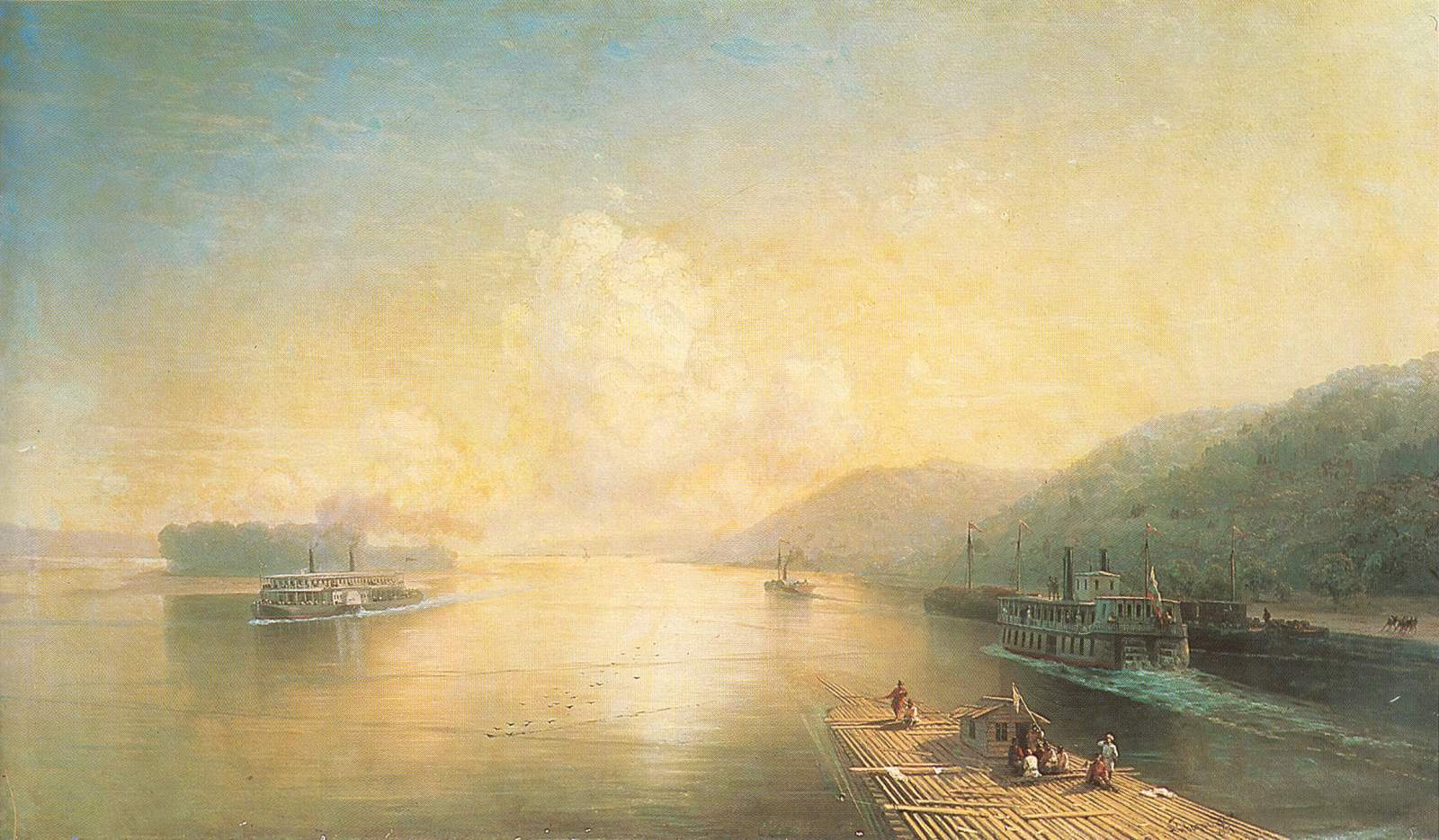
『ジグリ山塊中のヴォルガ川』（イヴァン・アイヴァゾフスキー画、1886年）

ジグリはその特殊性な景観のために古来、ライン川のローレライと同じように、文芸あるいは芸術作品に取り上げられている。
歌にはリシャンスキー（M. Lisiansky）作詞、ボリス・モクロウソフ作曲の『ジグリ』（1951年）があり、日本でもよく歌われた時期がある。
絵画にはイヴァン・アイヴァゾフスキーの『ジグリ山塊中のヴォルガ川』（1886年）などがある。
ソ連時代にアフトヴァース社がボルガ川のすぐ上流のトリアッチの工場で生産して国民車を目指した「ジグリ」（Zhiguli）はジグリ山塊から命名された。